# Supernova (romanzo Isabella Santacroce)
Supernova è un romanzo dell'autrice italiana Isabella Santacroce del 2015.
Costituisce il primo capitolo della cosiddetta "trilogia di Eva", proseguita con La Divina.

## Trama
Dorothy è una ragazza dall'aspetto androgino che vive nella periferia di Milano con la madre nubile, che si prostituisce, e la zia sarta. La sua prima infatuazione, all'età di undici anni, è stata una compagna di classe di nome Eva, che si è poi trasferita all'estero con la sua famiglia.
Un giorno si ritrova a condividere la casa con Divna, una ragazza goth scappata di casa che ha chiesto al Santo della Barona, amante della madre di Dorothy e piccolo criminale del quartiere, di entrare nel giro dello spaccio di droga. In seguito al diniego del Santo, Divna segue sulla via della prostituzione la madre di Dorothy, che trova un nuovo compagno in Massimo, un uomo divorziato con un figlio di nome Thomas, un ragazzo vegetariano e molto sensibile. Dorothy prova attrazione sia per Divna sia per Thomas, e sperimenta in prima persona il meretricio quando viene abbordata da Lucrezia, una ricca ed elegante signora che inizialmente la crede un maschio, tanto da soprannominarla "Tadzio", come il coprotagonista de La morte a Venezia.
Dorothy introduce Divna presso Lucrezia e i suoi facoltosi amici; le due ragazze guadagnano migliaia di euro in una notte e si danno a spese pazze, acquistando cocaina e vestiti firmati, noleggiando una limousine e affittando una suite al lussuosissimo hotel Seven Stars Galleria; coinvolgono anche Thomas nelle loro pazzie. I loro comportamenti infastidiscono gli altri ospiti al punto che i tre ragazzi rischiano di essere cacciati dall'albergo, ma Oberdan, il maggiordomo che è a loro disposizione durante il soggiorno, li toglie dai pasticci in cambio di prestazioni sessuali. Usciti dall'hotel, mentre sono sotto l'effetto delle droghe vengono derubati del denaro e non tornano indietro a saldare il conto, tanto più che, essendo minorenni, hanno presentato dei documenti falsi. Per rifarsi della perdita si mettono tutti e tre a lavorare per Lucrezia.
Dorothy incontra poi la madre di Eva, che le rivela che la morte di sua figlia (della quale Dorothy era del tutto ignara, benché la stampa ne avesse parlato ampiamente) non era dovuta a suicidio, ma che la bambina era stata uccisa dallo zio che l'abusava, cosa emersa leggendo il diario segreto di Eva da poco scoperto. La rivelazione lascia Dorothy sconvolta, al punto da sfregiare un cliente e fuggire dalla casa di Lucrezia assieme a Divna e Thomas per fare un tuffo catartico in piscina, pur non sapendo nuotare.

## Edizioni
- Isabella Santacroce, Supernova, collana Scrittori italiani e stranieri, Milano, Mondadori, 2015, ISBN 978-88-04-64782-9.